# Justitiekanslern (Finland)
Justitiekanslern (finska: oikeuskansleri) är jämte riksdagens justitieombudsman den högste laglighetsövervakaren i Finland. Justitiekanslern övervakar att myndigheter, tjänstemän, domstolar följer lagen och fullgör sina skyldigheter, liksom beslut från statsrådet och republikens president. Dessutom har justitiekanslern till uppgift att övervaka att de mänskliga rättigheterna tillgodoses.  Vidare ska justitiekanslern övervaka advokaternas verksamhet.
Justitiekanslern är chef för Justitiekanslersämbetet (JKÄ), som bereder ärendena innan JK avgör dem. Det finns också en biträdande justitiekansler och en ställföreträdare för denna. Justitiekanslerämbetets huvudkontor finns i Statsrådsborgen, där även Statsrådets kansli och delar av Finansministeriet återfinns.

## Historia
Efter att Finland skiljts från Sverige 1809 (det svenska justitiekanslerämbetet inrättades på 1700-talet), infördes i storfurstendömet en motsvarighet, benämnd prokurator. Efter att Finland blivit självständigt från Ryssland bytte ämbetet namn till justitiekansler (1918).
Till en början var denne medlem av Finlands statsråd, som enligt särskild instruktion skulle vaka över, att lagar och författningar efterlevdes, och var såsom högste åklagare förman för samtliga allmänna åklagare, som skulle ställa sig hans föreskrifter om utövning av åklagarmakten till efterrättelse. Hans övervakningsrätt sträckte sig enligt regeringsformen jämväl till statsrådets och presidentens ämbetsverksamhet, men innefattade därvid inte rätt att anställa åtal. Skulle presidenten eller statsrådet i ämbetsutövning förfara lagstridigt, ägde justitiekansler däremot endast göra framställning, med uppgivande av, vari det lagstridiga bestod, samt, därest föreställningen lämnades obeaktad, om det är presidenten, som förfarit mot lag och lagstridigheten, innefattande högförräderi eller landsförräderi, därom berätta till riksdagen, men om statsrådet gjort sig skyldigt till ämbetsfel, anmäla därom till presidenten. 

## Lista över justitiekanslerer i Finland
- 1918: Pehr Evind Svinhufvud
- 1918–1928: Axel Fredrik Charpentier
- 1928–1929: Urho Castrén
- 1930: Albert von Hellens
- 1930–1933: Albert Makkonen
- 1933–1944: Oiva Huttunen
- 1944–1950: Toivo Tarjanne
- 1950–1955: Carl Gustaf Möller
- 1956–1961: Olavi Honka
- 1961–1964: Antti Hannikainen
- 1964–1965: Aarne Nuorvala
- 1965–1970: Jaakko Enäjärvi
- 1970–1982: Risto Leskinen
- 1982–1986: Kai Korte
- 1986–1998: Jorma S. Aalto
- 1998–2007: Paavo Nikula
- 2007–2017: Jaakko Jonkka
- 2017: Risto Hiekkataipale
- 2018–: Tuomas Pöysti